# Плешаков Юрій Сергійович
Ю́рій Сергі́йович Плешаков (рос. Юрий Сергеевич Плешаков, 29 серпня 1988, Севастополь — 22 листопада 2020, Севастополь) — український і російський футболіст, нападник.

## Біографія

### Клубна кар'єра
З 2002 року по 2005 рік виступав у ДЮФЛ за севастопольський СДЮШОР-5. Сезон 2005/06 провів дублі харківського «Металіста», зіграв 9 матчів і забив 1 гол у молодіжній першості України.
Пізніше перейшов у стан клубу «Севастополь», який виступав у Другій лізі. В основі клубу дебютував 29 жовтня 2006 року в домашньому матчі проти клубу «Фенікс-Іллічовець» (1:0), Плешаков вийшов на 82 хвилині замість Олексія Мазуренка. У сезоні 2006/07 разом з командою виграв другу лігу і вийшов у Першу лігу. У 2008 році провів 3 матчі за «Севастополь-2».
У сезоні 2009/10 Плешаков забив 16 м'ячів у 31 матчі Першої ліги і став другим бомбардиром турніру, поступившись лише Сергію Кучеренко з 19 забитими голами. «Севастополь» в цьому сезоні зміг стати переможцем і вийти в Прем'єр-лігу. У Прем'єр-лізі дебютував 9 липня 2010 року у виїзному матчі проти луганської «Зорі» (0:0), Плешаков вийшов на 54 хвилині замість Андрія Зборовського, а вже на 77 хвилині пішов з поля, поступившись місцем Сергію Нудному.
Взимку 2011 року побував на перегляді в польському клубі «Краковія» з Артемом Култишевим, але команді не підійшов. Пізніше він був відданий в оренду в білоруську «Білшину» з Бобруйська, разом з Максимом Лісовим.
На початку 2013 року перейшов до друголігової «Десни», з якої того ж року вийшов до Першої ліги, а наступного року недовго пограв за «Сталь» (Дніпродзержинськ).
Після анексії Криму Росією прийняв російське громадянство. У 2015 році став гравцем кримського клубу «СКЧФ» (Севастополь). З 2018 року грав за кримський «Інкомспорт-Авангард»
22 листопада 2020 року помер у лікарні Севастополя після отримання черепно-мозкової травми, не приходячи до тями. Де Плешаков зазнав травми – не повідомлялось.

### Кар'єра в збірній
У листопаді 2009 року Павло Яковенко викликав Плешакова до складу молодіжної збірної України до 21 року на матч проти Бельгії.

## Досягнення
- Переможець Другої ліги: 2006/07, 2012/13
- Переможець Першої ліги: 2009/10
- Срібний призер молодіжного чемпіонату України (1): 2005/06

## Статистика
| Сезон   | Клуб                       | Ліга               | Чемпіонат | Чемпіонат | Кубок | Кубок | U-21 | U-21  |
| Сезон   | Клуб                       | Ліга               | Ігор      | Голів     | Ігор  | Голів | Ігор | Голів |
| ------- | -------------------------- | ------------------ | --------- | --------- | ----- | ----- | ---- | ----- |
| 2005/06 | «Металіст»                 | Вища ліга          |           |           |       |       | 9    | 1     |
| 2006/07 | Севастополь                | Друга ліга         | 9         | 1         | 1     | 0     | —    | —     |
| 2007/08 | Севастополь                | Перша ліга         | 17        | 0         |       |       | —    | —     |
| 2008/09 | Севастополь                | Перша ліга         | 14        | 3         | 1     | 1     | —    | —     |
| 2008/09 | → Севастополь-2            | Друга ліга         | 3         | 0         | —     | —     | —    | —     |
| 2009/10 | Севастополь                | Перша ліга         | 31        | 16        | 1     | 0     | —    | —     |
| 2010/11 | Севастополь                | Прем'єр-ліга       | 9         | 1         | 2     | 2     | 7    | 1     |
| 2011    | → Білшина                  | Вища ліга Білорусі | 11        | 0         | 4     | 0     |      |       |
| 2011/12 | Севастополь                | Перша ліга         | 8         | 2         |       |       | —    | —     |
| 2011/12 | → Севастополь-2            | Друга ліга         | 9         | 3         | —     | —     | —    | —     |
| 2012/13 | → Севастополь-2            | Друга ліга         | 11        | 2         | —     | —     | —    | —     |
| 2012/13 | Десна                      | Друга ліга         | 9         | 3         |       |       | —    | —     |
| 2013/14 | Десна                      | Перша ліга         | 9         | 2         | 1     | 0     | —    | —     |
| 2014/15 | «Сталь» (Дніпродзержинськ) | Перша ліга         | 15        | 1         | 3     | 2     | —    | —     |